# Bahnhof Napoli Montesanto

Der Bahnhof Napoli Montesanto ist ein Kopfbahnhof der süditalienischen Großstadt Neapel, Endstation der Vorortbahnen Cumana (Linie 4) und Circumflegrea (Linie 5).

## Geschichte
Der Bahnhof wurde im Jahre 1889 als innerstädtische Endstation der Ferrovia Cumana, eine Vorortbahn die Neapel mit Pozzuoli und Torregaveta verbindet.
Nach dem Zweiten Weltkrieg wurde der Bahnhof auch Endstation einer weiteren Vorortbahn, der Ferrovia Circumflegrea.

## Struktur

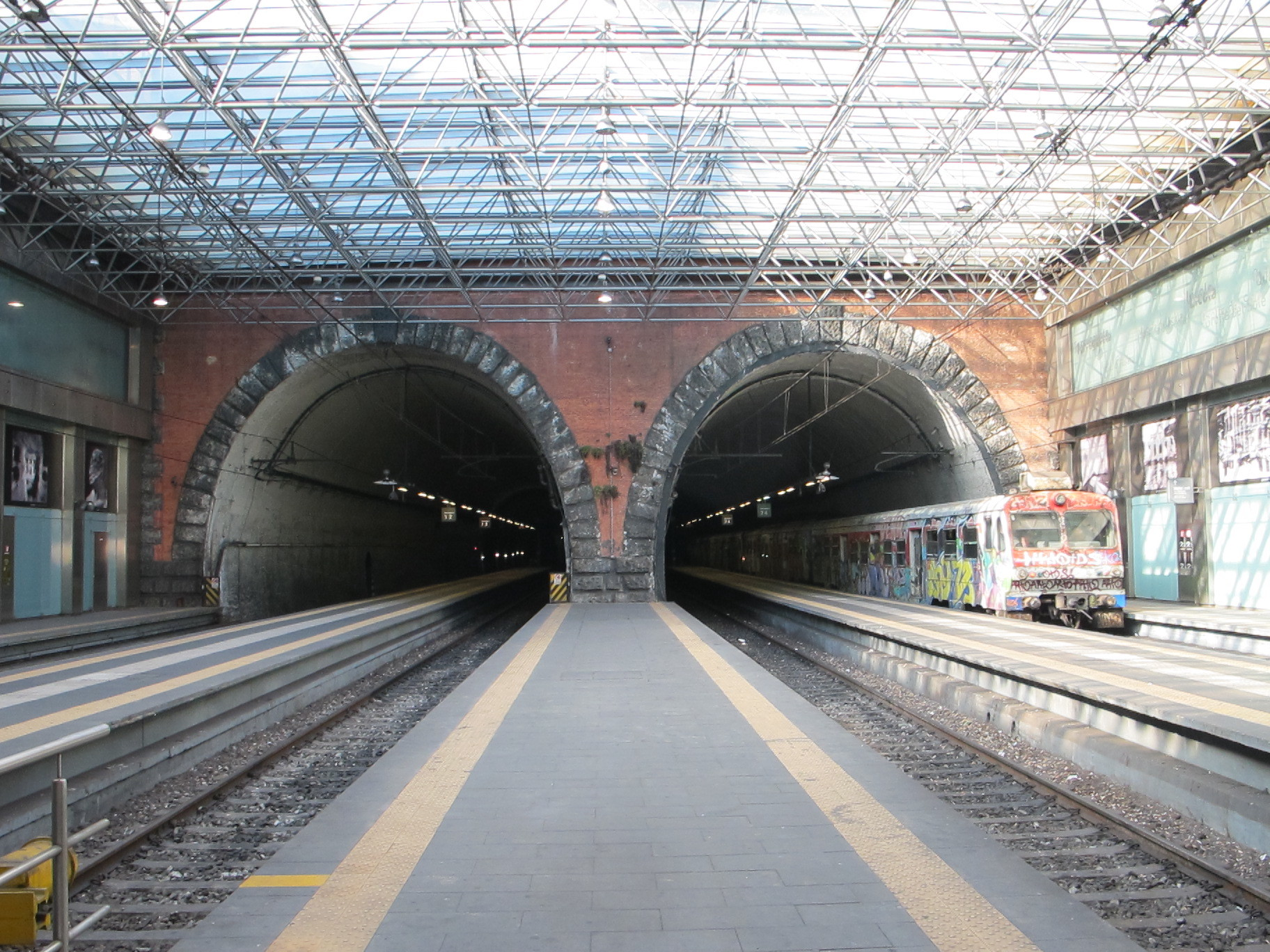
Vom Empfangsgebäude aus fotografiert, zeigen sich die zwei parallel verlaufenden Tunneln für die zwei Bahnstrecken Cumana (links) und Circumflegrea (rechts)

Der Bahnhof befindet sich im dicht bebauten Stadtteil Montesanto der neapolitanischen Altstadt.
Er besitzt vier Gleise, wovon zwei der Ferrovia Cumana und zwei der Ferrovia Circumflegrea dienen.
Nur etwa ein drittel der Bahnsteiglänge ist oberirdisch; der Rest befindet sich in zwei parallel verlaufenden Tunneln.

## Der Haltepunkt der Linie 2

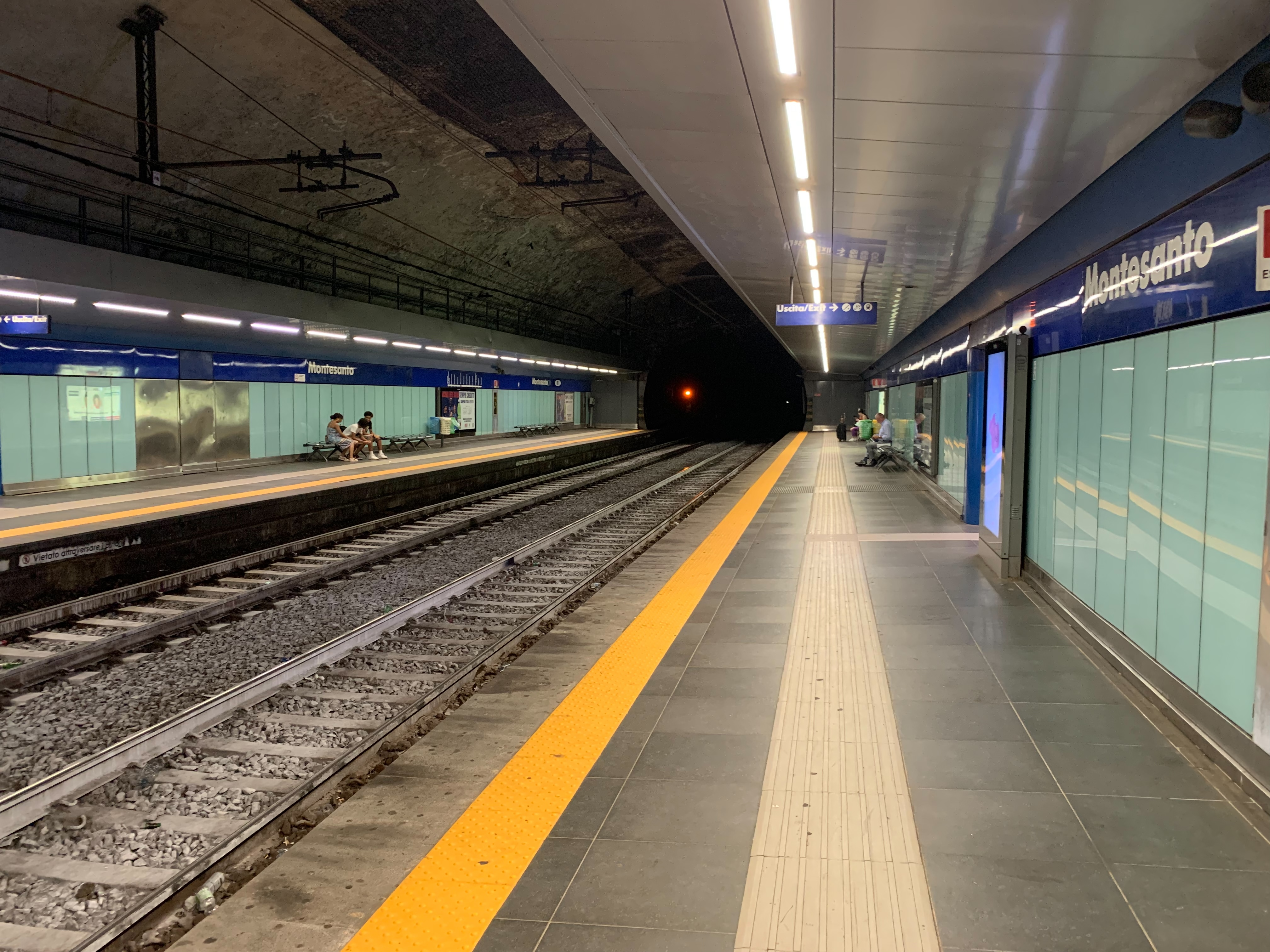
Der unterirdische Haltepunkt der Linie 2

In unmittelbarer Nähe des EAV-Bahnhofs befindet sich der unterirdische Haltepunkt Napoli Montesanto der staatlichen Fernbahnstrecke Villa Literno–Napoli Gianturco, die am 20. September 1925 eröffnet wurde und ausschließlich von den städtischen Zügen der Linie 2 bedient wird.

## Die Standseilbahn Montesanto

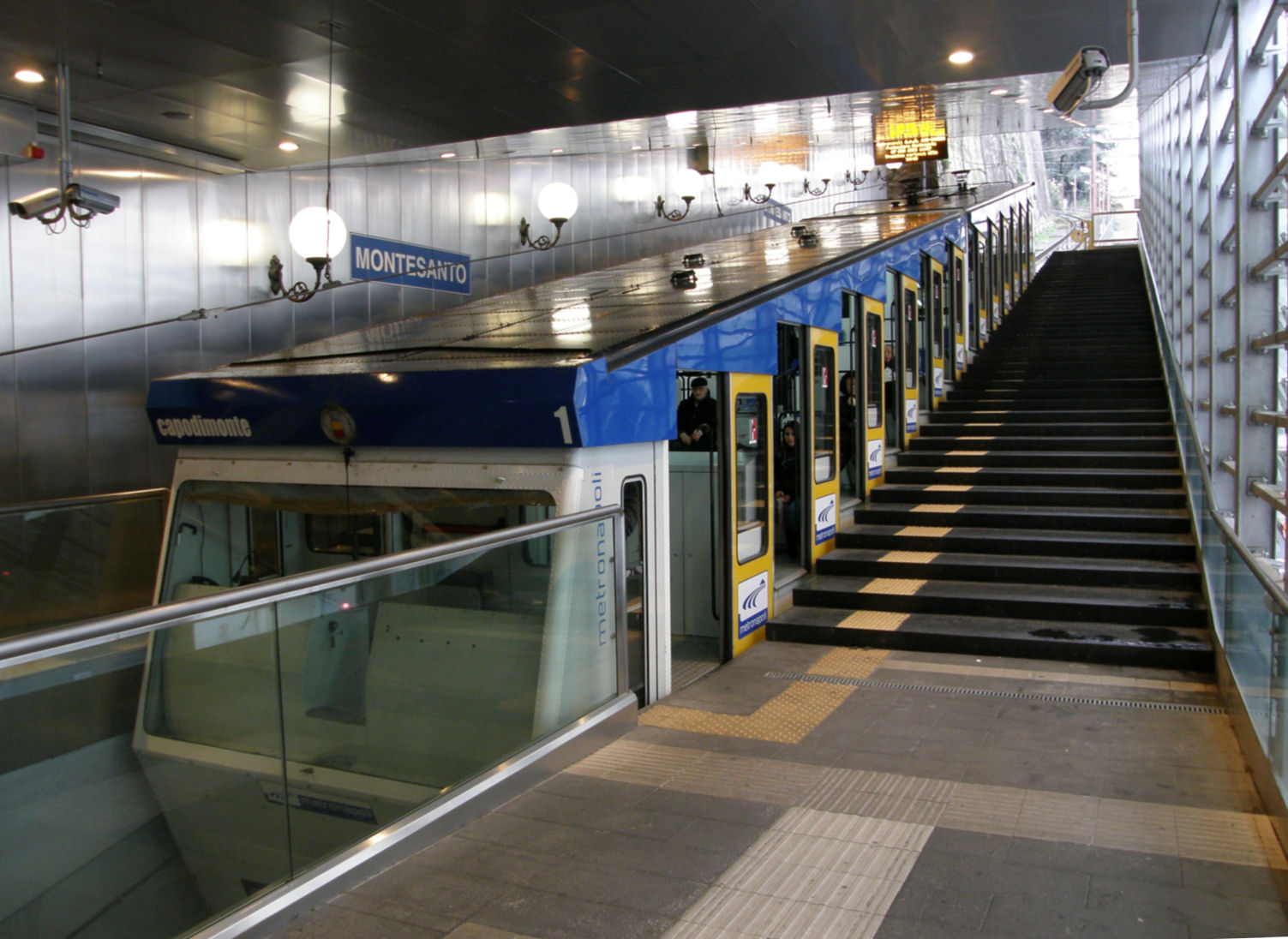
Die Station der Standseilbahn Montesanto

Neben dem Empfangsgebäude des EAV-Bahnhofs befindet sich die Talstation der Standseilbahn Montesanto. Diese wurde 1891 in Betrieb genommen und führt zum Stadtteil Vomero.

## Anbindung
| Linie   | Verlauf |
| ------- | --- |
| Linie 2 | Pozzuoli Solfatara – Bagnoli-Agnano Terme – Cavalleggeri Aosta – Campi Flegrei – Piazza Leopardi – Mergellina – Piazza Amedeo – Montesanto – Piazza Cavour – Piazza Garibaldi – Gianturco – San Giovanni-Barra                  |
| Linie 4 | Montesanto – Corso Vittorio Emanuele – Fuorigrotta – Mostra-Stadio Maradona – Zoo-Edenlandia – Agnano – Bagnoli – Dazio – Gerolomini – Cappuccini – Pozzuoli – Pozzuoli Cantieri – Arco Felice – Lucrino – Fusaro – Torregaveta |
| Linie 5 | Montesanto – Piave – Soccavo – Traiano – La Trencia – Pianura – Pisani – Quarto Centro – Quarto – Quarto Officina – Grotta del Sole – Licola – Marina di Licola – Cuma – Lido Fusaro – Torregaveta                              |